# Atlas Air
Atlas Air é uma empresa aérea estadunidense que realiza transporte de cargas, voos charter de passageiros e leasing de aeronaves, sediada em Purchase, Nova Iorque. Em dezembro de 2016, a empresa tinha 2.646 funcionários e operava em 425 destinos, em 119 países. A companhia é parte de uma holding que, além da própria Atlas Air (100%), é proprietária também das empresas Polar Air Cargo (51%), Titan Aviation (100%) e Southern Air (100%).

## Histórico
A empresa foi fundada em abril de 1992 pelo empresário de origem paquistanesa Michael Chowdry e começou a operar em 1993, com um Boeing 747-200. Em 1997, a empresa encomendou 10 Boeing 747-400BCF, realizando mais 2 pedidos desse modelo no ano seguinte. No final de 2000, a Atlas Air possuía 36 aeronaves. Em 2001, foi formada a Atlas Air Worldwide Holdings (AAWW), estrutura de holding proprietária integral da Atlas Air. No mesmo ano, a AAWW assumiu o controle da Polar Air Cargo.
A holding entrou em concordata em janeiro de 2004, de acordo com o Capítulo 11, vindo a se recuperar em julho do mesmo ano, após completar uma reestruturação. Em 2010, a Atlas Air assinou um contrato de nove anos com a Boeing para operar a frota de quatro Boeing 747 Dreamlifter, transportando peças do modelo 787 para a fabricante. Em 2006, a empresa encomendou 12 Boeing 747-8F, mas cancelou 3 pedidos posteriormente. A primeira unidade do modelo foi recebida em novembro de 2011.
Em setembro de 2012, a Atlas Air venceu um contrato da Força Aérea dos Estados Unidos para treinar as tripulações do Air Force One por 5 anos. Em julho de 2012 e janeiro de 2013, a companhia foi uma das várias vencedoras de contratos de transporte de cargas para o Comando de Transporte dos Estados Unidos (USTRANSCOM), do Departamento de Defesa.
Em 2016, a AAWW adquiriu por US$ 110 milhões a Southern Air Holdings e suas subsidiárias, Southern Air e Florida West. Em 5 de maio desse ano, a companhia anunciou um acordo de leasing para a Amazon.com com duração de 10 anos. A Atlas Air deve operar com 20 aeronaves do modelo Boeing 767-300F para o serviço de carga aérea da Amazon, denominado Prime Air.

## Frota

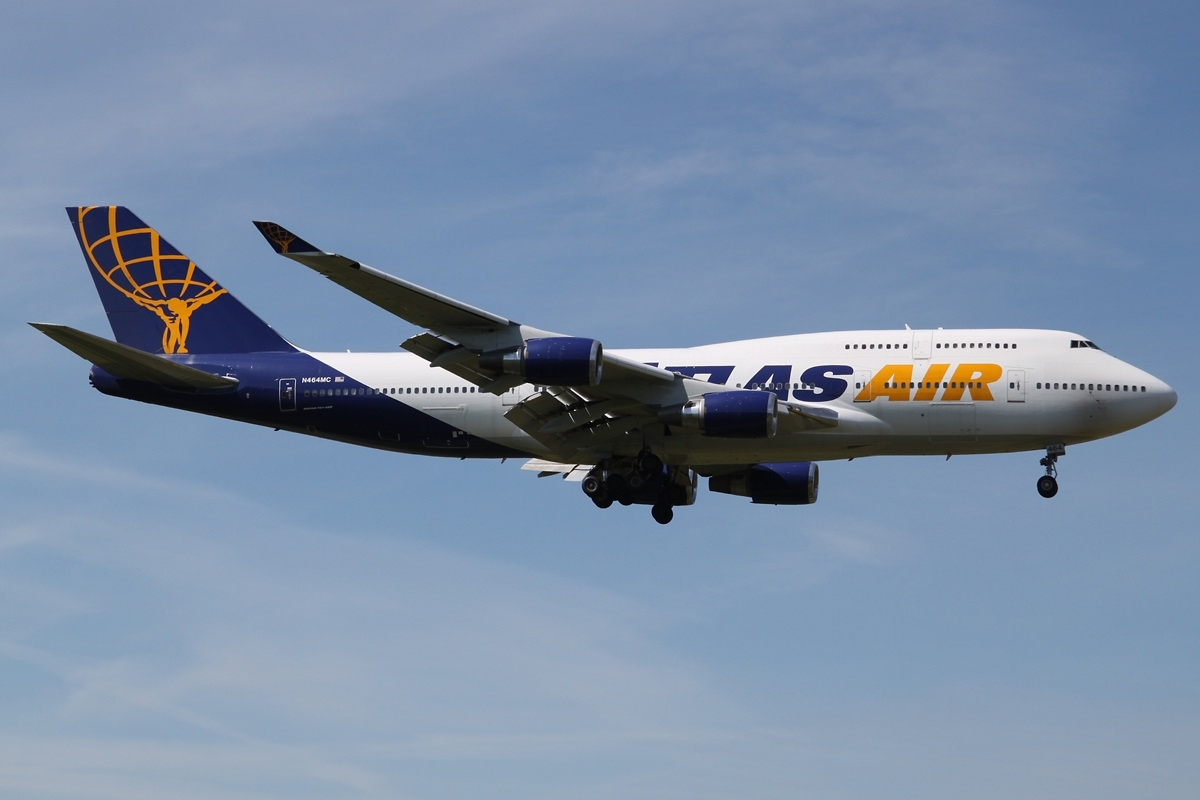
Boeing 747-400F da Atlas Air.

| Aeronave         | Quantidade | Pedidos | Notas                                                                            |
| ---------------- | ---------- | ------- | -------------------------------------------------------------------------------- |
| Boeing 737-300F  | 1          | —       |                                                                                  |
| Boeing 737-800   | 1          | —       | Voos de charter                                                                  |
| Boeing 757-200F  | 1          | —       |                                                                                  |
| Boeing 747-400   | 2          | —       | Voos charter                                                                     |
| Boeing 747-400F  | 23         | —       |                                                                                  |
| Boeing 747-8F    | 10         | —       |                                                                                  |
| Boeing 767-300ER | 5          | —       | Voos charter                                                                     |
| Boeing 767-300F  | 12         | —       | Alguns recentemente convertidos em cargueiros, ou ainda em processo de conversão |
| Boeing 777F      | 6          | —       |                                                                                  |
| Total            | 61         | —       |                                                                                  |